# Sorgà
Sorgà är en ort och kommun i provinsen Verona i regionen Veneto i Italien. Kommunen hade 3 029 invånare (2018).